# Joan Pau II (minisèrie)
Joan Pau II (títol original en anglès, Pope John Paul II) és una minisèrie de televisió del 2005 que dramatitza la vida del Papa Joan Pau II (Karol Józef Wojtyła) des dels seus primers anys d'adult a Polònia fins a la seva mort als 84 anys. S'ha doblat al català.
La minisèrie va ser escrita i dirigida per John Kent Harrison i es va emetre als Estats Units a la cadena CBS els dies 4 i 7 de desembre de 2005. Es va estrenar per primera vegada a la Ciutat del Vaticà el 17 de novembre de 2005 i deu dies després a tota Itàlia a Rai 1.
Jon Voight interpreta un Karol Wojtyła més gran (després de la seva investidura com a papa el 1978), mentre que Cary Elwes retrata Wojtyła en la seva vida anterior des de 1939 fins a 1978. Voight va ser nominat a un premi Emmy per la seva interpretació.
El repartiment es completa amb James Cromwell com l'arquebisbe Adam Stefan Sapieha, Ben Gazzara com el cardenal Agostino Casaroli, i Christopher Lee com el cardenal Stefan Wyszyński. L'actor polonès Mikolaj Grabowski apareix com el cardenal alemany Joseph Ratzinger, que succeiria Joan Pau II com a papa Benet XVI.